# Campionati mondiali di tiro a volo 1997
I campionati mondiali di tiro 1997 furono la ventisettesima edizione dei campionati mondiali di questo sport e si disputarono a Lima.

## Risultati

### Uomini

#### Fossa olimpica
| Evento      | Oro                                                      | Oro       | Argento                                        | Argento   | Bronzo                                            | Bronzo    |
| Evento      | Atleta                                                   | Risultato | Atleta                                         | Risultato | Atleta                                            | Risultato |
| Individuale | Giovanni Pellielo                                        | 144       | José Silva                                     | 143       | Roberto Scalzone                                  | 143       |
| A squadre   | Italia Giovanni Pellielo Roberto Scalzone Rodolfo Viganò | 258       | Portogallo Joao Rebelo José Silva Manuel Silva | 245       | Australia Benjamin Kelley Russell Mark Adam Vella | 228       |

#### Double trap
| Evento      | Oro                                              | Oro       | Argento                                           | Argento   | Bronzo                                                | Bronzo    |
| Evento      | Atleta                                           | Risultato | Atleta                                            | Risultato | Atleta                                                | Risultato |
| Individuale | Russell Mark                                     | 189       | Waldemar Schanz                                   | 186       | Mirco Cenci                                           | 185       |
| A squadre   | Italia Daniele Di Spigno Mirco Cenci Albano Pera | 415       | Australia Michael Diamond Russell Mark Adam Vella | 413       | Stati Uniti David Alcoriza Lance Bade Charles Redding | 400       |

#### Skeet
| Evento      | Oro                                                  | Oro       | Argento                                                             | Argento   | Bronzo                                           | Bronzo    |
| Evento      | Atleta                                               | Risultato | Atleta                                                              | Risultato | Atleta                                           | Risultato |
| Individuale | Abdulá al-Rashidi                                    | 149       | Ennio Falco                                                         | 146       | Juan Giha                                        | 145       |
| A squadre   | Stati Uniti Joseph Buffa Shawn Dulohery James Graves | 357       | Cuba Servando Puldon Juan Miguel Rodriguez Guillermo Alfredo Torres | 354       | Russia Nikolai Salmin Oleg Tishin Nikolai Tiopli | 353       |

### Donne

#### Fossa olimpica
| Evento      | Oro                                                | Oro       | Argento                                                           | Argento   | Bronzo                                            | Bronzo    |
| Evento      | Atleta                                             | Risultato | Atleta                                                            | Risultato | Atleta                                            | Risultato |
| Individuale | Elena Rabaya                                       | 87        | Gema Usieto                                                       | 86        | Desiree Wakerfield-Baynes                         | 86        |
| A squadre   | Italia Cristina Bocca Roberta Pelosi Paola Tattini | 188       | Stati Uniti Deena Mendicino Carolyn Koch-Paramore Joetta Novinsky | 174       | Russia Irina Laricheva Elena Rabaya Maria Volkova | 170       |

#### Doubletrap
| Evento      | Oro                                                    | Oro       | Argento                                      | Argento   | Bronzo                                           | Bronzo    |
| Evento      | Atleta                                                 | Risultato | Atleta                                       | Risultato | Atleta                                           | Risultato |
| Individuale | Deborah Gelisio                                        | 148       | Cynthia Meyer                                | 138       | Riita-Mari Murtoniemi                            | 136       |
| A squadre   | Italia Nadia Innocenti Deborah Gelisio Arianna Perelli | 298       | Cina Ding Hongping Jiang Xiaoguang Wu Yunxia | 293       | Russia Elena Kravtchouk Elena Rabaya Elena Tkach | 287       |

#### Skeet
| Evento      | Oro               | Oro       | Argento            | Argento   | Bronzo         | Bronzo    |
| Evento      | Atleta            | Risultato | Atleta             | Risultato | Atleta         | Risultato |
| Individuale | Antonella Parrini | 92        | Diana van der Valk | 91        | Jaana Pitkänen | 89        |

## Risultati juniores

### Uomini

#### Fossa olimpica
| Evento      | Oro                                                    | Oro       | Argento                                                | Argento   | Bronzo                                     | Bronzo    |
| Evento      | Atleta                                                 | Risultato | Atleta                                                 | Risultato | Atleta                                     | Risultato |
| Individuale | Nathan Cassells                                        | 121       | Rafael Garcia                                          | 116       | Matthew Dupuydt                            | 113       |
| A squadre   | Australia Derek Bruce Nathan Cassells Nathan McDonnell | 327       | Stati Uniti Matthew Dupuydt Chris Kiernan Jason Watson | 327       | Spagna Rafael Garcia Jesus Serrano Joaquín | 327       |

#### Doubletrap
| Evento      | Oro                                                     | Oro       | Argento                                             | Argento   | Bronzo                                                 | Bronzo    |
| Evento      | Atleta                                                  | Risultato | Atleta                                              | Risultato | Atleta                                                 | Risultato |
| Individuale | Marco Innocenti                                         | 134       | Stefano Narducci                                    | 129       | Sebastien Fabrie                                       | 129       |
| A squadre   | Italia Stefano Narducci Marco Innocenti Francesco Penna | 391       | Australia Derek Bruce Nathan Cassells Craig Henwood | 373       | Stati Uniti Matthew Dupuydt Chris Kiernan Jeff Holguin | 350       |

#### Skeet
| Evento      | Oro                                             | Oro       | Argento                                                | Argento   | Bronzo                                               | Bronzo    |
| Evento      | Atleta                                          | Risultato | Atleta                                                 | Risultato | Atleta                                               | Risultato |
| Individuale | Janne Himanka                                   | 121       | Ramiro Barrera                                         | 118       | Drew Harvey                                          | 117       |
| A squadre   | Stati Uniti Rick Jente Duke Washmond Mark Weeks | 335       | Italia Gennaro Alleluia Sergio Sciuto Umberto Frontoni | 324       | Polonia Andrzej Glyda Maciej Ostrowsky Hubert Zdunek | 323       |

## Medagliere
Nazione ospitante
| Posiz. | Nazione     | Oro | Argento | Bronzo | Totale |
| ------ | ----------- | --- | ------- | ------ | ------ |
| 1      | Italia      | 7   | 1       | 2      | 10     |
| 2      | Australia   | 1   | 1       | 2      | 4      |
| 3      | Stati Uniti | 1   | 1       | 1      | 3      |
| 4      | Russia      | 1   | 0       | 3      | 4      |
| 5      | Kuwait      | 1   | 0       | 0      | 1      |
| 6      | Portogallo  | 0   | 2       | 0      | 2      |
| 7      | Germania    | 0   | 1       | 0      | 1      |
| 7      | Canada      | 0   | 1       | 0      | 1      |
| 7      | Cina        | 0   | 1       | 0      | 1      |
| 7      | Spagna      | 0   | 1       | 0      | 1      |
| 7      | Cuba        | 0   | 1       | 0      | 1      |
| 7      | Paesi Bassi | 0   | 1       | 0      | 1      |
| 13     | Finlandia   | 0   | 0       | 2      | 2      |
| 14     | Perù        | 0   | 0       | 1      | 1      |

## Medagliere juniores
Nazione ospitante
| Posiz. | Nazione       | Oro | Argento | Bronzo | Totale |
| ------ | ------------- | --- | ------- | ------ | ------ |
| 1      | Italia        | 2   | 2       | 0      | 4      |
| 2      | Australia     | 2   | 1       | 0      | 3      |
| 3      | Stati Uniti   | 1   | 1       | 2      | 4      |
| 4      | Finlandia     | 1   | 0       | 0      | 1      |
| 5      | Spagna        | 0   | 1       | 1      | 2      |
| 6      | Cile          | 0   | 1       | 0      | 1      |
| 7      | Francia       | 0   | 0       | 1      | 1      |
| 7      | Gran Bretagna | 0   | 0       | 1      | 1      |
| 7      | Polonia       | 0   | 0       | 1      | 1      |